# 黒川建設
黒川建設（くろかわけんせつ）は、かつて高級マンション 『シャトーシリーズ』の建築・分譲で知られた建設会社である。本社は、東京・神田の自社ビルに置いていた。

## シャトーマンション
黒川建設は主に昭和40年代から昭和50年代にかけて、東京都港区の高級住宅地などに、『シャトー』の名称で多くの分譲マンションを建設した。黒川鴻社長が率いる黒川建設は、設計、建築、分譲、管理の全てを手掛け、大多数の物件は利便性と良好な住環境の双方を有する好立地に建設された。
『シャトーシリーズ』の建設時期は日本のマンションにおける黎明期にあたるが、多くの物件には入口を見渡せる管理人室に常駐する管理人やエレベーター、平置きの屋内駐車場、そして『シャトー東洋南青山』では各戸への独立したアプローチである『シャトー回廊』が設けられ、また、平成時代以降にオートロック・システムなどが備わるなど、当時としては画期的で豪華な設備やサービスを特徴とした。また、『シャトーシリーズ』では、東京・青山などに立地する高級マンションのほか、大阪市に建設された『シャトーテル大手前』（都島区大手前）や、大型リゾートマンションのはしりである『シャトーテル赤根崎』（静岡県熱海市）なども建設・分譲された。
『シャトーシリーズ』の多くは、好立地と当時先進的だった設備・サービスによって、現在でもいわゆる「ヴィンテージマンション」として、中古住宅市場では比較的高値での売買が行われている。

### 主要物件
- 『シャトー樋口』
- 『シャトー松尾』
- 『シャトー三田』:　港区三田2丁目、1964年（昭和39年）8月竣工、地上8階、95戸、現存せず
- 『シャトー市ヶ谷』:　新宿区市谷左内町、1969年（昭和44年）1月竣工、地上9階、26戸
- 『シャトー赤坂』:　港区赤坂6丁目、1969年（昭和44年）竣工、地上8階、57戸
- 『シャトー青山第1』:　港区南青山5丁目、1969年（昭和44年）5月竣工、地上9階、28戸
- 『シャトー文京』:　文京区西片、1970年（昭和45年）竣工
- 『シャトー赤坂台』:　港区赤坂8丁目、1971年（昭和46年）12月竣工、地上9階、53戸
- 『シャトー東洋』:　港区南青山4丁目、1971年（昭和46年）5月竣工、地上7階、34戸
- 『シャトー東洋南青山』:　港区南青山5丁目、1971年（昭和46年）8月竣工、地上7階、89戸
- 『シャトー代官山』:　目黒区中目黒1丁目、1973年（昭和48年）3月竣工、33戸
- 『シャトー北品川』:　品川区北品川2丁目、1973年（昭和48年）7月竣工、地上11階、62戸
- 『シャトー久が原』:　大田区久が原、1973年（昭和48年）7月竣工、地上4階
- 『シャトー青山第2』:　港区南青山4丁目、1975年（昭和50年）竣工、地上7階、29戸、シャトー松尾の建て替えによる
- 『シャトー青山第3』:　港区南青山4丁目、1980年（昭和55年）竣工、地上7階、41戸

### 建て替え問題
2010年（平成22年）7月、1964年（昭和39年）に竣工したシャトーシリーズのマンション、『シャトー三田』（東京都港区）において、管理組合ら権利者による建替え決議が採択された。このマンションでは設備・建物の老朽化に伴って2004年（平成16年）から建て替えが検討されていたもので、建て替え事業には清水建設、野村不動産、三井不動産レジデンシャルらの建設・不動産業業者が参加している。
『シャトー三田』は、竣工時から24時間有人管理が導入され、茶室・ゴルフ練習場も設置など、三田の高台という立地とあわせて、完成当時から高級マンションとして話題となり、その後もヴィンテージマンションとして知られていた。
この建て替えでは、総合設計制度の適用などによって容積率が本来の400%から615%にまで緩和されており、従前の地上8階建て、16,750平米、95戸の建物に代わって、地上24階建て、32,400平米、約270戸のタワーマンションが2014年（平成26年）12月の竣工予定で建設される。この建て替えは、2002年（平成14年）に施行された、「マンション建替えの円滑化等に関する法律」に基づく事業としては、港区内で4例目、東京都内では25例目の事業である。